# Juan Sala
 (novembre 2018).
Juan Sala, ou Jean Sala, ou Joan Sala Gabriel, né à Barcelone le 4 février 1869 et mort à Saint-Gaultier le 21 mai 1918, est un peintre espagnol. 

## Biographie
Juan Sala suit les cours de l'École de la Llotja de Barcelone puis voyage en Italie avant de s'établir en 1890 à Paris où il poursuit son apprentissage dans les ateliers des peintres Pascal Dagnan-Bouveret et Gustave Courtois. Il expose au Salon de la Société nationale des beaux-arts de 1893 à 1914 et il est récompensé d'une médaille de bronze lors de l'Exposition universelle de 1900. Peintre éclectique, son inspiration est diverse : portraits de la société parisienne, scènes de genre, tableaux religieux ou paysages.

Œuvres attribuées à Juan Sala, localisations inconnues
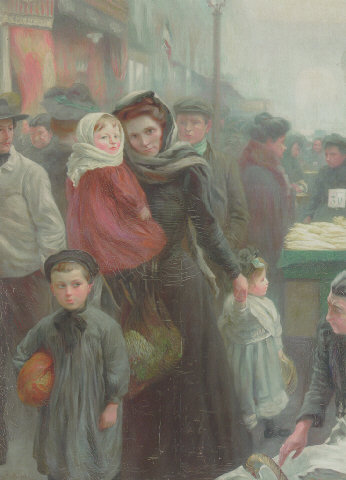
Mère et ses trois enfants
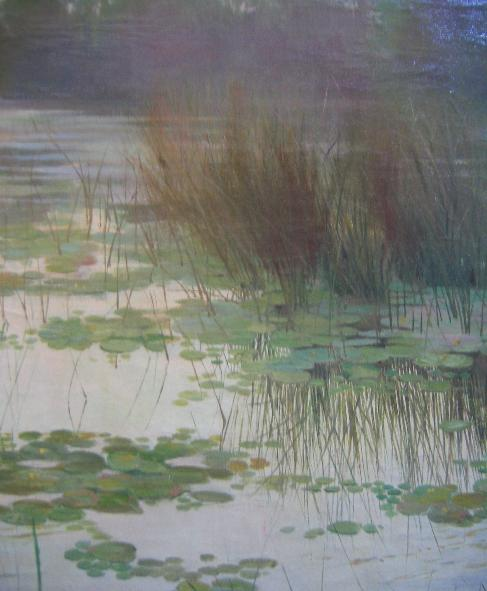
Aguas
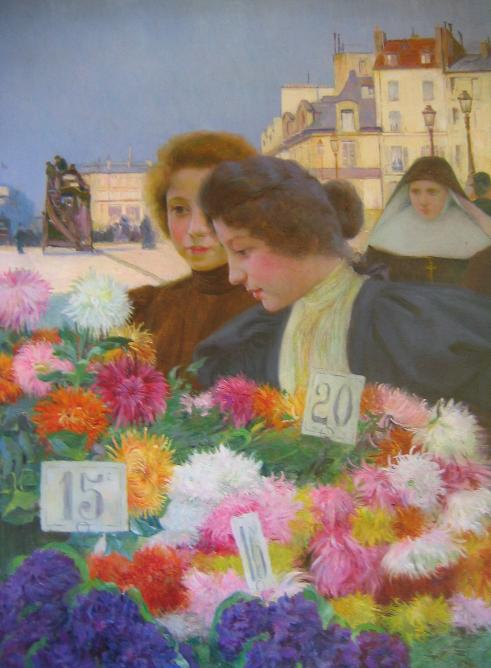
Marchandes de Fleurs sur le Pont Neuf (détail)